# Was mir behagt, ist nur die muntre Jagd

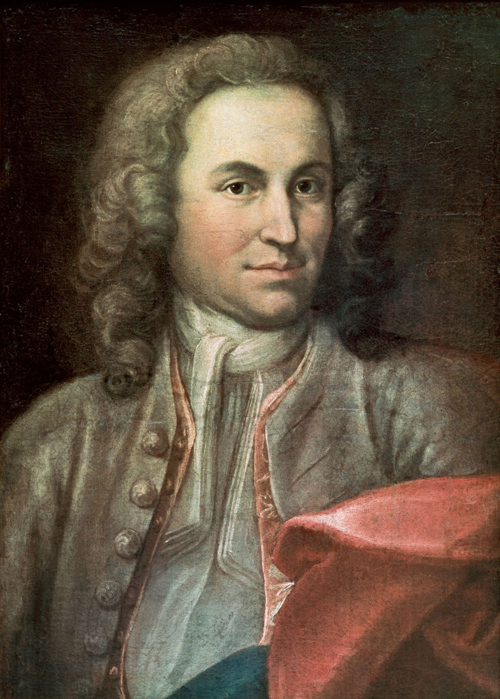
Johann Sebastian Bach

Was mir behagt, ist nur die muntre Jagd (BWV 208), ook als Jagdkantate bekend, is de titel van een wereldlijke cantate op tekst van Salomo Franck en van muziek voorzien door Johann Sebastian Bach.

## Programma
Deze cantate is geschreven als gelegenheidscantate voor de 31e verjaardag van hertog Christiaan van Saksen-Weißenfels (23 februari 1713). Zie ook de cantatekalender.

## Tekst
Het werk telt 15 delen, waaronder recitatieven, aria's en koren met een zeer gevarieerde bezetting.
1. Recitatief (sopraan): "Was mir behagt, ist nur die muntre Jagd"
2. Aria (sopraan): "Jagen ist die Lust der Götter"
3. Recitatief (tenor): "Wie, schönste Göttin, wie?"
4. Aria (tenor): "Willst du dich nicht mehr ergötzen"
5. Recitatief (sopraan en tenor): "Ich liebe dich zwar noch!"
6. Recitatief (bas): "Ich, der ich sonst ein Gott in diesen Feldern bin"
7. Aria (bas): "Ein Fürst ist seines Landes Pan"
8. Recitatief (sopraan): "Soll dann der Pales Opfer hier das letzte sein?"
9. Aria (sopraan): "Schafe können sicher weiden wo ein guter Hirte wacht"
10. Recitatief (sopraan): "So stimmt mit ein"
11. Koor (sopraan 1 en 2, tenor, bas, koor): "Lebe, Sonne dieser Erden"
12. Duet (sopraan en tenor): "Entzücket uns beide"
13. Aria (sopraan): "Weil die wollenreichen Herden"
14. Aria (bas): "Ihr Felder und Auen"
15. Koor (sopraan 1 en 2, tenor en bas): "Ihr lieblichsten Blicke"

## Muzikale bezetting
Violone, violone grosso, basso-continuogroep, fagot 1 en 2, hoorn 1 en 2, hobo 1,2 en 3, blokfluit 1 en 2.

## Toelichting

### Algemeen
Tijdens een banket in het hertogelijk jachthuis nabij Weißenfels weerklonk deze cantate voor het eerst als feestelijke "Tafel-Musik". Vermoedelijk bood het naburige en verwante Weimarse Hof deze cantate aan en woonden de hertogen van Weimar de jacht en het verjaardagsfeest, inbegrepen de première van de cantate officieel bij. De Weimarse hofdichter Salomon Franck leverde de tekst. De aan Bach gegeven compositieopdracht werd mogelijk gearrangeerd door Bachs voormalige collega en huisbaas Adam Immanuel Weldig. 

De uitvoering van de "Jagdkantate" in 1713 was kennelijk een succes, want ze werd in 1716 herhaald en leidde tot een verdere samenwerking met hertog Christian, uitmondend in Bachs titel van "kapelmeester"" in 1729. Voor zijn gastoptreden in Weißenfels werd Bach door de hertog van Weimar nadien beloond met een salarisverhoging van 15 florijnen zodat zijn jaarinkomen hoger was dan dat van een kapelmeester.
Deze cantate is het eerste gedocumenteerde voorbeeld van de samenwerking tussen tekstdichter Franck en toondichter Bach. Zij is Bachs eerst bekende wereldlijke cantate en zijn eerste werkelijk grootschalige en met een omvangrijke bezetting opgezette compositie.

### Bachs muzikale verwerking
Vier mythologische figuren, Diana, godin der jacht (sopraan), Pales (sopraan), Endymion (tenor) en Pan (bas) dialogeren er, begeleid door een uitgebreid instrumentarium en basso continuo-groep en prijzen vorst Christian.

De begeleiding van de aria's varieert van een eenvoudige basso continuo tot twee hoorns, drie hobo's, twee blokfluiten of soloviool. De solistisch bezette koren variëren van klinkende homofonie tot doorwrochte meerstemmigheid.